# Fano Calcio 1986-1987
Questa pagina raccoglie le informazioni riguardanti il Fano Calcio nelle competizioni ufficiali della stagione 1986-1987.

## Rosa
| N. |                   | Ruolo | Calciatore           |
| -- | ----------------- | ----- | -------------------- |
|    | Italia (bandiera) | D     | Carlo Borsella       |
|    | Italia (bandiera) | A     | Patrizio Brescini    |
|    | Italia (bandiera) | A     | Giovanni Cornacchini |
|    | Italia (bandiera) | C     | Luca Giunchi         |
|    | Italia (bandiera) | P     | Fabrizio Grilli      |
|    | Italia (bandiera) | C     | Giovanni Manari      |
|    | Italia (bandiera) | D     | Moreno Mancini       |
|    | Italia (bandiera) | A     | Maurizio Neri        |
|    | Italia (bandiera) | A     | Stefano Paraluppi    |

| N. |                   | Ruolo | Calciatore              |
| -- | ----------------- | ----- | ----------------------- |
|    | Italia (bandiera) | A     | Alessandro Pierfederici |
|    | Italia (bandiera) | D     | Giuliano Pierobon       |
|    | Italia (bandiera) | C     | Filippo Renzoni         |
|    | Italia (bandiera) | C     | Onesto Riccitelli       |
|    | Italia (bandiera) | C     | Andrea Romani           |
|    | Italia (bandiera) | C     | Leonardo Rossi          |
|    | Italia (bandiera) | C     | Roberto Rossi           |
|    | Italia (bandiera) | C     | Roberto Tota            |
|    | Italia (bandiera) | C     | Fabio Vulpiani          |

## Risultati

### Campionato

#### Girone di andata
| 21 settembre 1986 1ª giornata | Fano | 1 – 1 | Spezia |  |

| 28 settembre 1986 2ª giornata | Mantova | 1 – 0 | Fano |  |

| 5 ottobre 1986 3ª giornata | Fano | 0 – 0 | Reggiana |  |

| 12 ottobre 1986 4ª giornata | Monza | 1 – 0 | Fano |  |

| 19 ottobre 1986 5ª giornata | Centese | 2 – 0 | Fano |  |

| 26 ottobre 1986 6ª giornata | Fano | 0 – 0 | Padova |  |

| 2 novembre 1986 7ª giornata | Virescit Bergamo | 0 – 1 | Fano |  |

| 9 novembre 1986 8ª giornata | Fano | 2 – 1 | Piacenza |  |

| 16 novembre 1986 9ª giornata | Carrarese | 1 – 1 | Fano |  |

| 23 novembre 1986 10ª giornata | Fano | 2 – 1 | Prato |  |

| 30 novembre 1986 11ª giornata | Rimini | 1 – 0 | Fano |  |

| 7 dicembre 1986 12ª giornata | Fano | 3 – 1 | Ancona |  |

| 14 dicembre 1986 13ª giornata | SPAL | 1 – 3 | Fano |  |

| 21 dicembre 1986 14ª giornata | Fano | 1 – 0 | Trento |  |

| 4 gennaio 1987 15ª giornata | Fano | 1 – 0 | Lucchese |  |

| 11 gennaio 1987 16ª giornata | Rondinella | 1 – 1 | Fano |  |

| 18 gennaio 1986 17ª giornata | Fano | 4 – 1 | Legnano |  |

#### Girone di ritorno
| 25 gennaio 1987 18ª giornata | Spezia | 1 – 0 | Fano |  |

| 1º febbraio 1987 19ª giornata | Fano | 3 – 1 | Mantova |  |

| 8 febbraio 1987 20ª giornata | Reggiana | 1 – 0 | Fano |  |

| 15 febbraio 1987 21ª giornata | Fano | 1 – 2 | Monza |  |

| 22 febbraio 1987 22ª giornata | Fano | 2 – 1 | Centese |  |

| 1º marzo 1987 23ª giornata | Padova | 3 – 1 | Fano |  |

| 8 marzo 1987 24ª giornata | Fano | 3 – 0 | Virescit Bergamo |  |

| 15 marzo 1987 25ª giornata | Piacenza | 1 – 0 | Fano |  |

| 29 marzo 1987 26ª giornata | Fano | 0 – 1 | Carrarese |  |

| 5 aprile 1987 27ª giornata | Prato | 1 – 1 | Fano |  |

| 18 aprile 1987 28ª giornata | Fano | 0 – 0 | Rimini |  |

| 26 aprile 1987 29ª giornata | Ancona | 2 – 1 | Fano |  |

| 3 maggio 1987 30ª giornata | Fano | 1 – 1 | SPAL |  |

| 17 maggio 1987 31ª giornata | Trento | 1 – 0 | Fano |  |

| 24 maggio 1987 32ª giornata | Lucchese | 2 – 2 | Fano |  |

| 31 maggio 1987 33ª giornata | Fano | 1 – 0 | Rondinella |  |

| 7 giugno 1987 34ª giornata | Legnano | 1 – 2 | Fano |  |